# Нафтогазова енергетика
«Нафтогазова енергетика» (англ. Oil And Gas Power Engineering) — український науково-технічний журнал. ISSN 1993-9868
Виходить з 2006 року. Видавець — Івано-Франківський національний технічний університет нафти і газу.
У журналі публікуються матеріали за результатами наукової та виробничої діяльності у сфері нафтогазового комплексу за такими напрямками:
- фізико-технічні проблеми видобування енергоносіїв
- фізико-технічні проблеми транспорту та зберігання енергоносіїв
- енергетика, контроль та діагностика об'єктів нафтогазового комплексу
- наука і сучасні технології.